# Ouattagouna
Ouattagouna (auch Ouatagouna) ist eine Landgemeinde im Kreis Ansongo in Mali.

## Geographie
Ouattagouna liegt an der Staatsgrenze zu Niger im äußersten Süden des Kreises Ansongo in der Region Gao. Die Nachbargemeinden in Mali sind Tessit im Westen, Tin-Hama und Bourra im Norden und Ménaka im Osten. Im Süden grenzt Ouattagouna an die Landgemeinde Inatès in Niger. Größere Ortschaften im Gemeindegebiet neben dem Hauptort Ouattagouna sind Bentia, Fafa, Karou und Labbézanga.
Der Strom Niger durchquert das Gemeindegebiet von Norden nach Süden. Abgesehen von felsigen Steilufern am Fluss und vereinzelten Hügeln ist das Terrain flach. Typisch für die spärliche Vegetation auf den Dünen sind Cenchrus biflorus und Chrozophora brocchiana. Auf den lehmigen Ebenen wachsen Acacia ehrenbergiana und Schoenefeldia gracilis. Charakteristische Pflanzen für die Überflutungsgebiete sind Echinochloa stagnina, Oryza longistaminata und Vetiveria nigritana. Die Tierwelt in Ouattagouna ist klimatischen Unwägbarkeiten und dem Druck menschlicher Besiedlung unterworfen. Zu ihr gehören Gazellen, Husarenaffen, Hyänen, Schakale, Schildkröten und Warane. Im Osten und Süden Ouattagounas erstrecken sich die Ausläufer des Naturschutzgebiets Ansongo-Ménaka, das in den Jahren 1956 bis 1960 zum Schutz einer damals noch artenreicheren Fauna geschaffen wurde.
Die Gemeinde liegt am Übergang der Sahelzone zur Sahara. Von März bis Juni ist es trocken und heiß, von November bis Februar trocken und kalt. Im Juli und im Oktober gibt es kurze Niederschlagsperioden. Die durchschnittliche Niederschlagshöhe übersteigt selten 260 mm im Jahr. Für die Trockenzeiten ist der Harmattan typisch und für die Regenzeiten der Monsun.
|                       | Jan  | Feb  | Mär  | Apr  | Mai  | Jun  | Jul  | Aug  | Sep  | Okt  | Nov  | Dez  |   |      |
| Mittl. Tagesmax. (°C) | 30,5 | 33,4 | 37,2 | 41,1 | 42,7 | 41,7 | 38,8 | 37,5 | 39,1 | 39,4 | 35,6 | 31,5 | ⌀ | 37,4 |
| Mittl. Tagesmin. (°C) | 15,4 | 17,2 | 21,7 | 25,6 | 29,0 | 29,6 | 27,3 | 26,3 | 27,0 | 25,5 | 20,2 | 16,3 | ⌀ | 23,4 |

| 15,4 |

| 17,2 |

| 21,7 |

| 25,6 |

| 29,0 |

| 29,6 |

| 27,3 |

| 26,3 |

| 27,0 |

| 25,5 |

| 20,2 |

| 16,3 |

| 15,4 |

| 17,2 |

| 21,7 |

| 25,6 |

| 29,0 |

| 29,6 |

| 27,3 |

| 26,3 |

| 27,0 |

| 25,5 |

| 20,2 |

| 16,3 |

## Geschichte
Die Landgemeinde Ouattagouna wurde als Verwaltungseinheit durch ein Gesetz vom 4. November 1996 (loi n° 096-059 du 4 novembre 1996 portant création des communes) gegründet.
Der Konflikt in Nordmali trieb 2012 zahlreiche Einwohner in die Flucht. Allein im Flüchtlingslager Tabareybarey in Ayérou in Niger kamen rund 3300 Flüchtlinge aus Ouattagouna unter.

## Bevölkerung
Die Landgemeinde hatte bei der Volkszählung 2009 30.263 Einwohner, davon 5338 im Hauptort. In Ouattagouna leben die Ethnien Songhai, Fulbe und Tuareg. Die sesshaften Einwohner haben sich im Flusstal niedergelassen. Die nomadische Bevölkerung hat fixe Standorte (débés) in der Gemeinde, von denen einige Dörfern ähneln. Bei allen Ethnien ist der Islam die vorherrschende Religion.

## Politik
Der Bürgermeister von Ouattagouna ist Harouna Keibou (URD). Im Gemeinderat entfallen von 23 Sitzen acht auf ADEMA, acht auf URD, 2 auf RPM, einer auf PCR, einer auf RDS und drei auf Weitere (Ergebnis der Kommunalwahlen 2009). Die Gemeinde ist mit drei Mitgliedern im Kreisrat des Kreises Ansongo und mit einem Mitglied in der Regionalversammlung der Region Gao vertreten.

## Wirtschaft und Infrastruktur
Die wirtschaftlichen Eckpfeiler der Gemeinde sind Ackerbau, Viehzucht, Fischerei, Obstbau, Holzwirtschaft, Handwerk und Einzelhandel. Ackerbau und Viehzucht werden von sowohl der sesshaften als auch der nomadischen Bevölkerung betrieben. Der unter ungünstigen klimatischen Bedingungen praktizierte Anbau von Reis, Hirse, Sorghum und Augenbohnen dient dem Eigenbedarf. Ferner werden die Früchte von Pflanzen wie Wüstendatteln und cram-cram geerntet. Die meistverbreiteten Nutztiere sind Rinder, Schafe, Ziegen, Kamele und Esel. Die lokale Holzwirtschaft produziert unter anderem Brennholz, Holzkohle, Bauholz und Material für die Herstellung von Pirogen und trägt zur Entwaldung der Landgemeinde bei. Zu den handwerklichen Tätigkeiten in Ouattagouna zählen die Bearbeitung von Holz, Metall, Leder und Fellen sowie die Korbmacherei und Töpferei.
Es gibt vier Wochenmärkte im Gemeindegebiet: in den Ortschaften Fafa, Karou, Labbézanga und Outtagouna. Feste Handelsbeziehungen bestehen zu den malischen Gemeinden Andéramboukane, Bourra, Tessit und Tin-Hamma sowie zur nigrischen Gemeinde Ayérou. Einige Einwohner Ouattagounas versuchen ihr Einkommen mit saisonaler Arbeitsmigration aufzubessern, die sie alljährlich in andere Regionen Malis, nach Niger und nach Nigeria führt.

## Persönlichkeiten
- Djingarey Maïga (* 1939), Filmregisseur und Schauspieler